# Tumbarumba Shire Council
Tumbarumba Shire Council is een Local Government Area (LGA) in de Australische deelstaat New South Wales. Tumbarumba Shire Council telt 3.545 inwoners. De hoofdplaats is Tumbarumba.